# 마이닐라 발포 사건

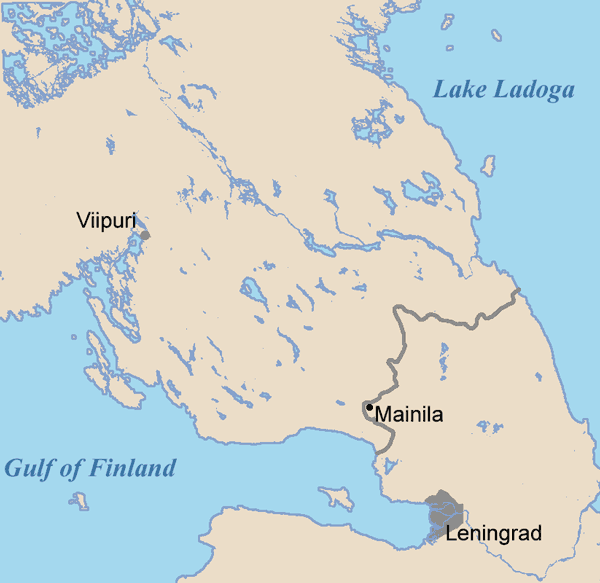
마이닐라의 위치.

마이닐라 발포 사건(핀란드어: Mainilan laukaukset)은 소련 측이 1939년 겨울 전쟁 직전에 핀란드를 침공할 구실을 만들기 위해 조작한 사건이다.
1938년 3월부터 1939년까지 소련은 마이닐라 마을에서 일련의 충돌이 확대되어 전쟁을 일으키겠다는 구상을 짜고 있었다. 이에 소련군은 7발의 포탄을 발사하였고 이는 핀란드군 감시초소 3곳에서 관측하였는데 목격자들은 소련 영토 800m 안쪽에서 발사되었다고 증언했다.
한편 11월 26일, 소련 외상 뱌체슬라프 몰로토프는 주소(駐蘇) 핀란드 대사에게 항의 각서를 보내면서, 핀란드군이 레닌그라드 북서쪽 약 30km 지점인 마이닐라 마을을 포격하여 소련인 4명이 사망하고 9명이 부상당했다고 비난했다. 그는 이런 일이 되풀이되지 않기 위해 핀란드군은 현 위치에서 20~30km 후퇴해야 한다고 주장했다. 사실 핀란드군은 그때 그 지점에서 기동훈련을 하고 있었지만, 사건 발생을 염려하여 포를 국경선으로부터 사정거리 밖으로 빼놓고 있었다. 그러나 핀란드는 평화를 유지하는데 필요하다면 군을 철수시킬 용의가 있었다. 그러나 그것은 소련측도 상응하여 그쪽 경계선에서 철수한다는 전제 하에서였다. 한편 핀란드측은 1928년 양국간에 서명된 국경협정에 따라 이 사건의 공동 조사를 제의했다.
그러나 11월 28일, 몰로토프는 이 두 가지 제의를 거부하면서, "핀란드 정부는 소련에 대해 깊은 적의를 품고 있으므로" 국경협정은 이제 무효라고 선언했다. 핀란드는 하는 수 없이 병력 대부분을 일방적으로 철수시킨 뒤, 앞서 소련이 내건 요구 사항에 관한 협상을 재개할 것을 제의했다. 그러나 이 제의 또한 거절당했다. 소련은 11월 29일 핀란드와 단교를 선언했다.
이오시프 스탈린과 그의 군부 지도자들은 전쟁을 결심했다. 소련 인민위원 니키타 흐루쇼프는 뒷날 이렇게 회고했다. "우리가 언성만 좀 높여도 모든 일이 끝날 것으로 보였다. 만약 목청을 높혀서 듣지 않으면 우리는 총 몇 발을 쏘아댈 것이고, 총소리만 나면 핀란드 사람들은 바로 손들어버릴 것이다." 이렇게 해서 겨울 전쟁이 벌어지게 된다.

## 같이 보기
- 겨울 전쟁의 배경

## 서지
- Edwards, Robert (2006). 《White Death: Russia's War on Finland 1939–40》. London, UK: Weidenfeld & Nicolson. ISBN 978-0-297-84630-7.
- Leskinen, Jari; Juutilainen, Antti, 편집. (1999). 《Talvisodan pikkujättiläinen》 (핀란드어) 1판. Werner Söderström Osakeyhtiö. 976쪽. ISBN 951-0-23536-9.
- Trotter, William R. (2002) [1991]. 《The Winter war: The Russo-Finnish War of 1939–40》 5판. New York/London: Workman Publishing Company (Great Britain: Aurum Press). ISBN 1-85410-881-6. First published in the United States under the title A Frozen Hell: The Russo-Finnish Winter War of 1939–40